# Санту-Кондештавел
Санту-Кондештавел (порт. Santo Condestável) — район (фрегезия) в Португалии, входит в округ Лиссабон. Является составной частью муниципалитета Лиссабон. Находится в составе крупной городской агломерации Большой Лиссабон. По старому административному делению входил в провинцию Эштремадура. Входит в экономико-статистический субрегион Большой Лиссабон, который входит в Лиссабонский регион. Население составляет 17 553 человека на 2001 год. Занимает площадь 1,01 км².
Покровителем района считается Нуну-Алвареш-Перейра (порт. Nuno Álvares Pereira).

## История
Район основан в 1959 году